# Кафявоглава брадатка
Кафявоглавата брадатка (Psilopogon zeylanicus) е вид птица от семейство Брадаткови (Megalaimidae).

## Разпространение
Видът е разпространен в Индия, Непал и Шри Ланка.